# Micha Hancock
Micha Danielle Hancock (McAlester, 10 novembre 1992) è una pallavolista statunitense, palleggiatrice della LOVB Houston.

## Carriera

### Club
La carriera di Micha Hancock inizia a livello giovanile, giocando nella formazione del McAlester Team Xtreme. Durante le scuole superiori entra a far parte anche della squadra del suo liceo, la Edmond Memorial HS, dove gioca dal 2008 al 2011. Terminate le scuole superiori gioca a livello universitario per la Penn State: gioca nella NCAA Division I dal 2011 al 2014 e vincendo il titolo NCAA nelle ultime due annate, ricevendo anche svariati premi individuali, tra i quali spiccano quello di MVP della Final Four del 2013 e quello di National Player of the Year nel 2014.
Nel gennaio 2015 firma il suo primo contratto professionistico con l'Imoco di Conegliano, giocando la seconda parte della stagione 2014-15 nella Serie A1 italiana; tuttavia nel mese di marzo lascia il club per andare a giocare nella Liga de Voleibol Superior Femenino con le Indias de Mayagüez per l'ultima parte di stagione.
Per il campionato 2015-16 ritorna in Europa vestendo la maglia del MKS di Dąbrowa Górnicza, in Liga Siatkówki Kobiet. Resta in Polonia anche nel campionato seguente, difendendo però i colori dell'Impel di Breslavia.
Nella stagione 2017-18 ritorna in Italia, firmando per la Pro Victoria, nuovamente in Serie A1, con cui si aggiudica la Challenge Cup 2018-19. Per l'annata 2019-20 si trasferisce all'AGIL, sempre nel massimo campionato italiano, dove rimane per un triennio prima di accettare la proposta della Megavolley a cui si unisce a partire dalla stagione 2022-23. Per il campionato 2023-24 si unisce al Casalmaggiore, sempre in Serie A1.
Torna poi in patria per partecipare alla prima edizione della League One Volleyball con la LOVB Houston, con la quale vince la LOVB Classic, venendo premiata come miglior palleggiatrice.

### Nazionale
Nel 2016 fa il suo esordio in nazionale in occasione della Coppa panamericana, dove vince la medaglia di bronzo e viene premiata come miglior servizio del torneo. Un anno dopo nel medesimo torneo conquista la medaglia d'oro, venendo premiata anche come miglior giocatrice, palleggiatrice e servizio della competizione, e bissando questo successo nel 2019, ripetendosi inoltre come MVP e miglior palleggiatrice del torneo.
Conquista ancora un oro alla Volleyball Nations League 2018 e 2021: nel 2021 vince inoltre la medaglia d'oro ai Giochi della XXXII Olimpiade di Tokyo. Nel 2023 arriva l'argento al campionato nordamericano; mette al collo lo stesso metallo nel 2024 ai Giochi della XXXIII Olimpiade.

## Palmarès

### Club
- NCAA Division I: 2

2013, 2014
- LOVB Classic: 1

2025
- Challenge Cup: 1

2018-19

### Nazionale (competizioni minori)
- Coppa panamericana 2016
- Coppa panamericana 2017
- Coppa panamericana 2019

### Premi individuali
- 2012 - All-America First Team
- 2012 - Division I NCAA: West Lafayette Regional All-Tournament Team
- 2013 - All-America First Team
- 2013 - Division I NCAA: Berkeley Regional All-Tournament Team
- 2013 - Division I NCAA: Seattle National MVP
- 2014 - All-America First Team
- 2014 - National Player of the Year
- 2014 - Division I NCAA: Louisville Regional MOP
- 2014 - Division I NCAA: Oklahoma City National All-Tournament Team
- 2016 - Coppa panamericana: Miglior servizio
- 2017 - Coppa panamericana: MVP
- 2017 - Coppa panamericana: Miglior servizio
- 2017 - Coppa panamericana: Miglior palleggiatrice
- 2019 - Coppa panamericana: MVP
- 2019 - Coppa panamericana: Miglior palleggiatrice
- 2025 - LOVB Classic: Miglior palleggiatrice